# چارلی و فرشته
چارلی و فرشته (به انگلیسی: Charley and the Angel) فیلمی محصول سال ۱۹۷۳ و به کارگردانی وینسنت مک‌اویتی است. در این فیلم بازیگرانی همچون فرد مک‌موری، کلوریس لیچمن، هری مورگان، کرت راسل، وینسنت وان پاتن، جورج لیندزی، ادوارد اندروز، میل واتسون، ریچارد باکالیان، باربارا نیکولز، لری دی. مان، اد بیگلی. جی آر و باب هیستینگز ایفای نقش کرده‌اند.